# 遠賀川温泉
遠賀川温泉（おんががわおんせん）は、福岡県遠賀郡遠賀町（旧国筑前国）にある温泉。

## 泉質
- 塩化物泉

## 概要
遠賀川に近い遠賀町老良の田んぼの中にあり、湯は赤茶色で多くの鉄分を含む。九州八十八湯めぐり〜九州温泉道〜の対象スポットである。

## 所在地・アクセス
- 所在地：福岡県遠賀郡遠賀町浅木61-1
- アクセス
  - JR九州鹿児島本線遠賀川駅から遠賀町コミュニティバス老良・広渡線に乗車し「牟田入口」下車すぐ、または西鉄バス直方ゆきに乗車し「浅木」下車徒歩16分（1.3㎞）。
  - マイカーの場合、北九州高速4号線小嶺出入口から8.6km、もしくは九州自動車道鞍手インターチェンジから8.5km。